# Kobyle (województwo łódzkie)
Kobyle – wieś w Polsce położona w województwie łódzkim, w powiecie łęczyckim, w gminie Grabów.
Wieś jest przykładem osadnictwa olęderskiego.
Wieś arcybiskupstwa gnieźnieńskiego Kobele, położona w powiecie łęczyckim województwa łęczyckiego w końcu XVI wieku. W latach 1975–1998 miejscowość należała administracyjnie do województwa konińskiego.